# Dobongsan (métro de Séoul)
Dobongsan (hangeul : 도봉산 ; hanja : 道峰山) est une station de correspondance entre la ligne 1 et la ligne 7 du métro de Séoul. Elle est située au 964-33 Dobong-ro, quartier Dobong-dong de l'arrondissement Dobong-gu à l'extrémité nord-est du territoire de la ville de Séoul en Corée du Sud.
La gare d'origine ouvre en 1914 et la station de métro en 1986, elle devient une station de correspondance en 1996. La station est desservie par les rames omnibus et express de la ligne 1 et par les rames omnibus de la ligne 7.

## Situation sur le réseau

Plan du réseau (2023)

La station Dobongsan est une station de correspondance entre la ligne 1 et la ligne 7 du métro de Séoul :
sur la ligne 1, établie en surface, Dobongsanest une station de passage située entre la station Dobong, en direction du terminus ouest Incheon ou du terminus sud Sinchang via la station de bifurcation Guro, et la station Mangwolsa en direction du terminus nord Yeoncheon, ;
sur la ligne 7, établie en aérien Dobongsan est une station de passage située entre la station Suraksan, en direction du terminus ouest Seongnam, et la station Jangam le terminus nord de la ligne,.

## Histoire

### Gare ferroviaire
La gare d'origine est mise en service le 6 septembre 1914, lors de l'ouverture de la section de Yongsan à Wonsan de la ligne Gyeongwon à voie unique.

### Station de métro
La station, alors dénommée Nuwon, est mise en service, sur un emplacement différent de celui de la gare d'origine, le 2 septembre 1986, lors de l'ouverture à l'exploitation de la ligne 1 du métro de Séoul, entre Seongbok et Uijeongbu,,. Elle est renommée Dobongsan le 1er janvier 1988.
Un nouveau bâtiment est en construction sur la station Dobongsan, le 11 octobre 1996, lors de l'ouverture à l'exploitation de la ligne 7 du métro de Séoul entre Seongbuk et Uijeongbu,.

## Services aux voyageurs

### Accès et accueil
Située au 964-33 Dobong-ro, dans le quartier Dobong-dong, la station dispose de quatre bouches, les bouches 1-1 et 2 situées sur la Madeul-ro, desservent directement la station de la ligne 7 et les bouches 1 et 3 situées sur la Dobong-ro et la Dobong-ro 180ga-gill desservent directement la station de la ligne 1. Le passage de correspondance entre les quais des deux lignes est situé au nord des stations.

### Desserte

#### Station ligne 1
Dobongsan, ligne 1, dispose de deux quais centraux desservis par les rames des services omnibus et express.

ligne 1
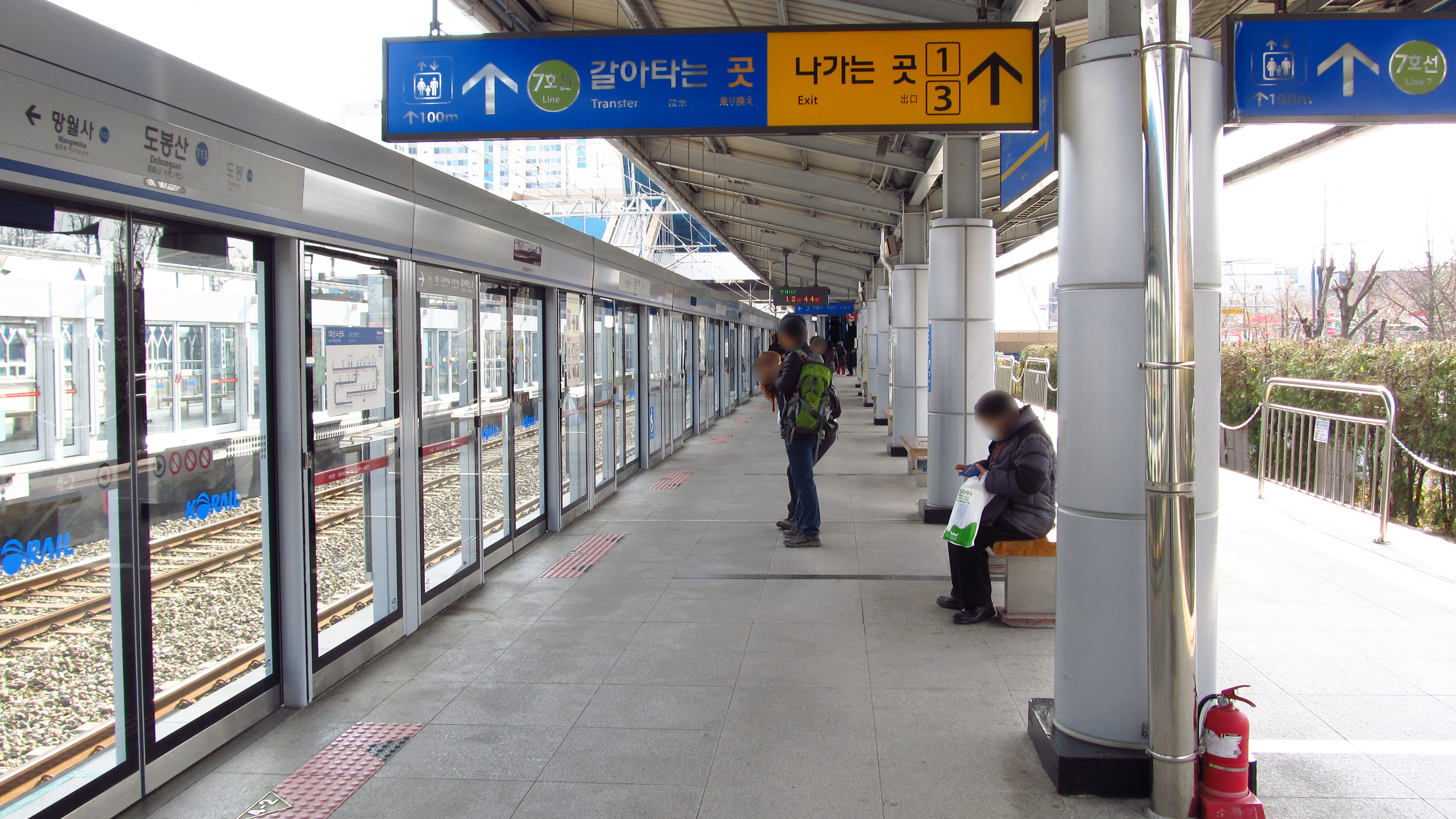
2018.
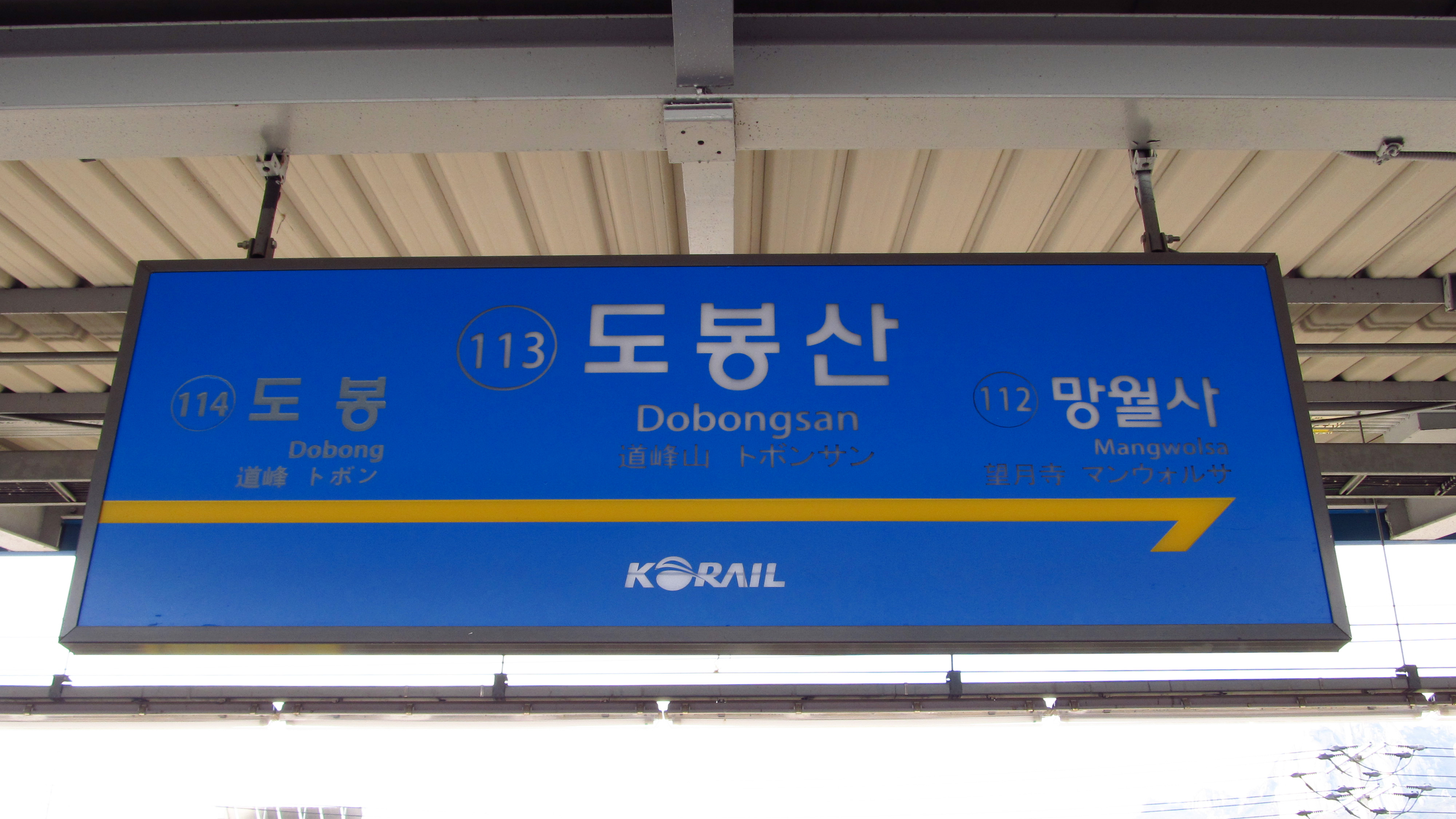
2018.

#### Station ligne 7
Dobongsan, ligne 7, dispose de deux quais centraux desservis par les rames du service omnibus.

ligne 7
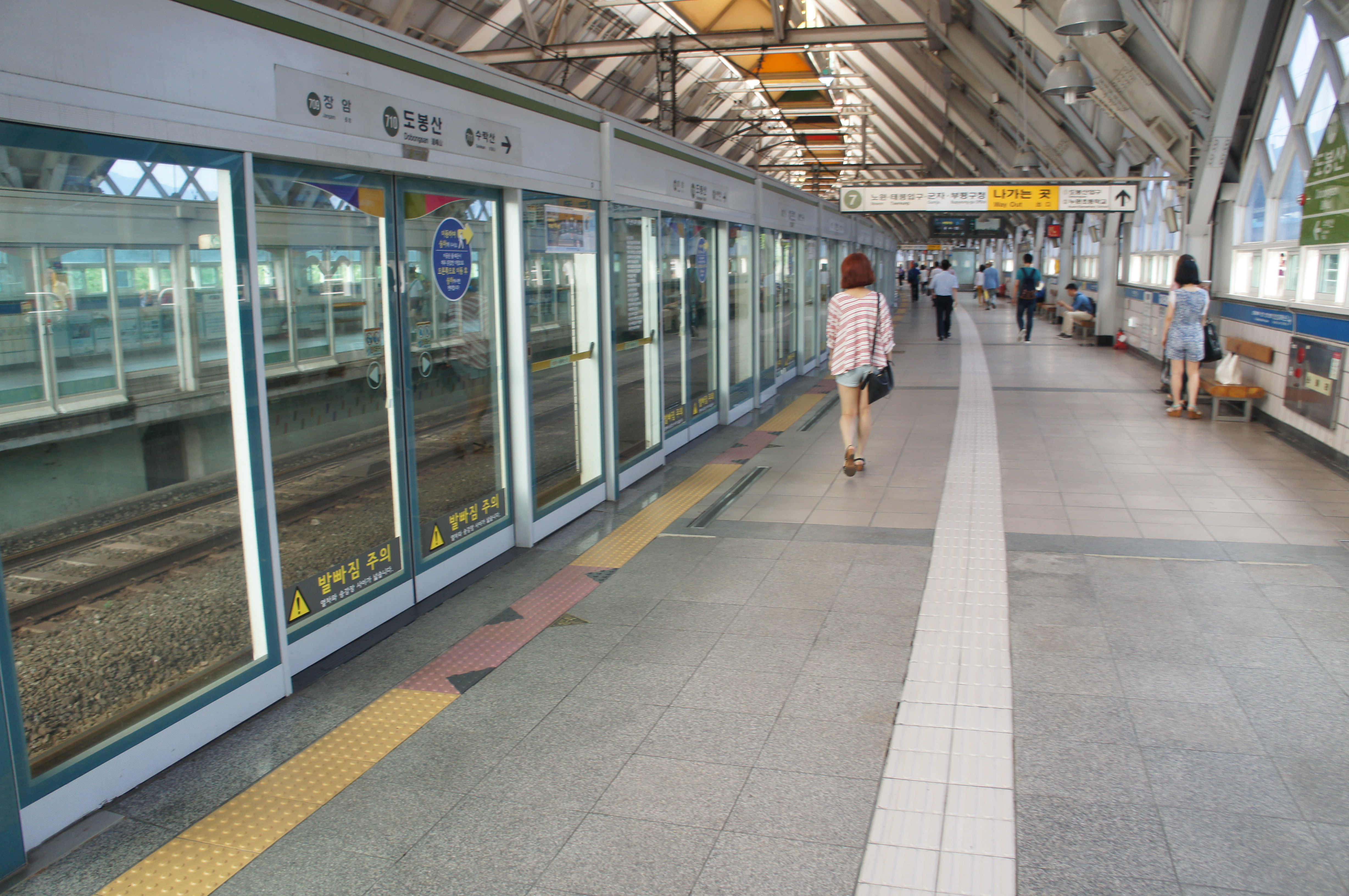
2014.
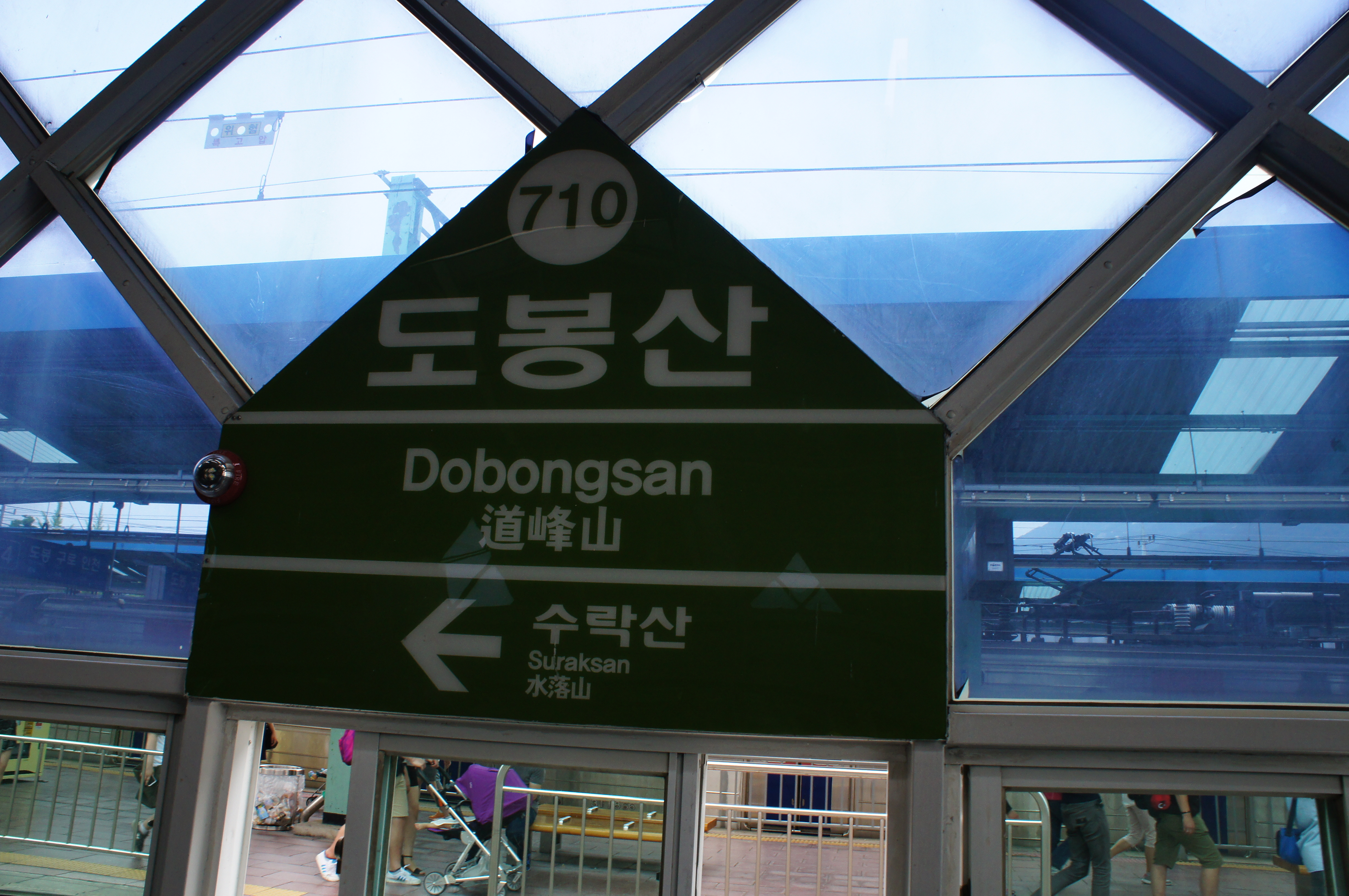
2014.
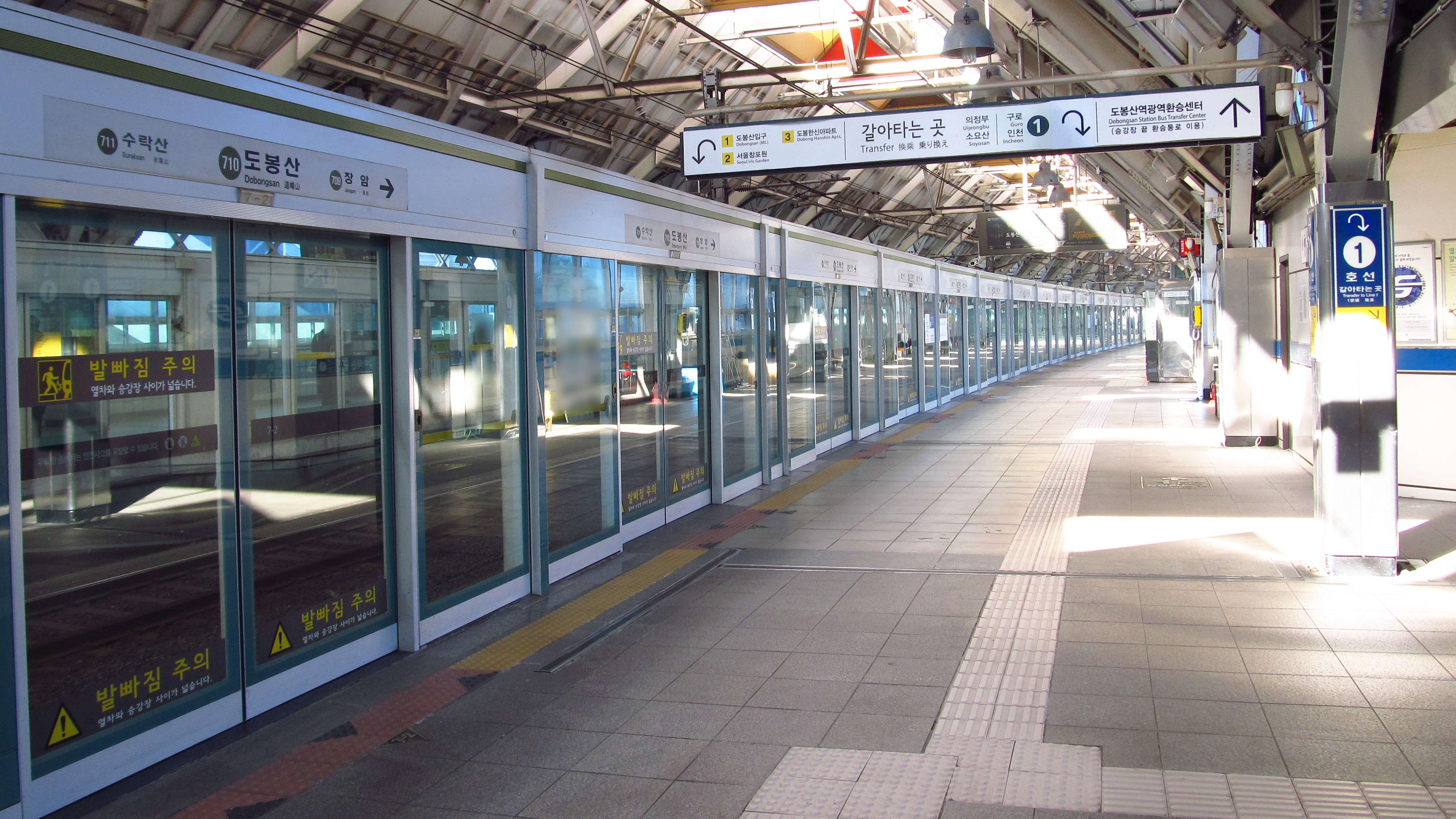
2018.

### Intermodalité
Des arrêts de bus sont situés à proximité.